# حكومة الأغلبية

أغلبية مقاعد الحكومة

حكومة الأغلبية، (بالإنجليزية: Majority government)‏، تشير إلى واحد أو الأحزاب الحاكمة التي تشغل الأغلبية المطلقة من المقاعد في الهيئة التشريعية.
هذا على عكس حكومة الأقلية، حيث يوجد أكبر عدد من الأحزاب في الهيئة التشريعية فقط من حيث عدد المقاعد، أي فقط تعددية مقاعد.
عادة ما تطمئن حكومة الأغلبية إلى إقرار تشريعها، ونادراً ما تخشى أن تهزم في البرلمان. على النقيض من ذلك، يجب على حكومة الأقلية، المساومة باستمرار للحصول على الدعم من الأحزاب الأخرى، من أجل تمرير التشريعات، وتجنب الهزيمة على اقتراحات بحجب الثقة.
يمكن استخدام مصطلح «حكومة الأغلبية» أيضًا لتحالف مستقر من حزبين أو أكثر لتشكيل أغلبية مطلقة.
أحد الأمثلة على هذا التحالف الانتخابي في أستراليا، حيث يعمل الليبرالي و الوطني كالكتلة الانتخابية لعقود. مثال آخر هو الحكومة الائتلافية 2010-2015 في المملكة المتحدة ، التي كانت تتألف من حزب المحافظين والليبراليين الديمقراطيين.
فاز المحافظون بأكبر عدد من المقاعد، من أي حزب في انتخابات عام 2010، لكنهم فشلوا في تحقيق الأغلبية المطلقة. ومع ذلك ، من خلال الجمع بين الديمقراطيين الأحرار ، تم إنشاء أغلبية قوية في مجلس العموم. كانت هذه أول حكومة ائتلافية حقيقية في المملكة المتحدة منذ الحرب العالمية الثانية.